# Pericnemis stictica
Pericnemis stictica – gatunek ważki z rodziny łątkowatych (Coenagrionidae). Występuje w Azji Południowo-Wschodniej; stwierdzony na Półwyspie Malajskim oraz wyspach: Borneo, Sumatra, Enggano i Jawa.